# Бернар I де Ла Марш
Бернар I (фр. Bernard I de La Marche; р. 991/993, ум. до 1047, но не ранее 1038) — граф Марша с ок. 1006. Сын Альдеберта (Одбера) I де Ла Марш-Перигор и его жены Альмодис Лиможской.
Когда умер его отец, Бернар I был ещё ребёнком, и во владение графствами Марш и Перигор вступил его дядя — Бозон II.
Приблизительно в 1006 году (1003/1012) Бозон II умер (согласно хронике Адемара де Шабанна — был отравлен женой). Его сын унаследовал Перигор, а Бернар I стал графом Марша.
Когда Альмарих де Рансон захватил одну из сеньорий Марша — Сиврэ, Бернар I обратился за помощью к Гильому V Аквитанскому и Гуго IV Лузиньяну, пообещав последнему четверть города Сиврэ.
Альмарих общими усилиями был изгнан, но жители Сиврэ отказались признать Гуго Лузиньяна своим сеньором, и весь город достался Бернару. В результате тот стал врагом Гуго. Они помирились через много лет, когда дочь Бернара вышла замуж за представителя рода Лузиньянов.
Дата смерти Бернара I не известна. В документе 1047 года графом Марша назван его старший сын.
Жену Бернара I звали Амелия. Её происхождение не выяснено. Дети:
- Альдеберт (Одбер) II (ум. 1088), граф Марша
- Эд I (ум. 1091/1098), граф Марша
- Альмодис (убита пасынком 16 октября 1071). Мужья: Гуго V де Лузиньян (развод), 1045 — Понс, граф Тулузы (развод не позднее 1053), Раймон Беренгар I, граф Барселоны.
- Ренгарда, муж — Пьер-Раймон, граф Каркассона, виконт Безье и Агда
- Люсия (ум. после 1090), муж (контракт 27.01.1057) — Артальдо I, граф Пальярса
- Агнесса, муж — Рамнульф де Монморильон.